# Спонтас, Александрос
Александрос Спонтас (греч. Αλέξανδρος Σπόντας; род. 27 ноября 2002 года в Пафосе, Республика Кипр) — кипрский и украинский футболист, полузащитник литовского клуба «Невежис».

## Карьера
Александрос воспитывался в академиях клубов «Анортосис» и «Пафос». В составе последних 19 апреля 2021 года он дебютировал во взрослом футболе, заменив Камило Саиса в концовке матча чемпионата Кипра против клуба «Этникос». В своём первом сезоне полузащитник принял участие ещё в двух встречах высшей лиги Кипра. В сезоне 2021/22 Алексадрос присутствовал в заявке «Пафоса» на матчах первенства страны, однако ни разу не появился на поле. В 2022 году он перебрался в «Красава-ЭНИ Ипсонас» и сыграл в 8 матчах второго кипрского дивизиона сезона 2022/23.
Летом 2023 года Александрос стал игроком «Мариямполе Сити» и успел провести 7 матчей в Первой лиге Литвы до снятия клуба с турнира. В сезоне-2024 полузащитник присоединился к другой литовской команде «Невежис». 10 августа 2024 года он забил первый гол в карьере, поразив ворота «Атмосферы» в матче Первой лиги. Всего игрок отметился двумя забитыми голами в 14 встречах турнира.